# Max Kleineberg

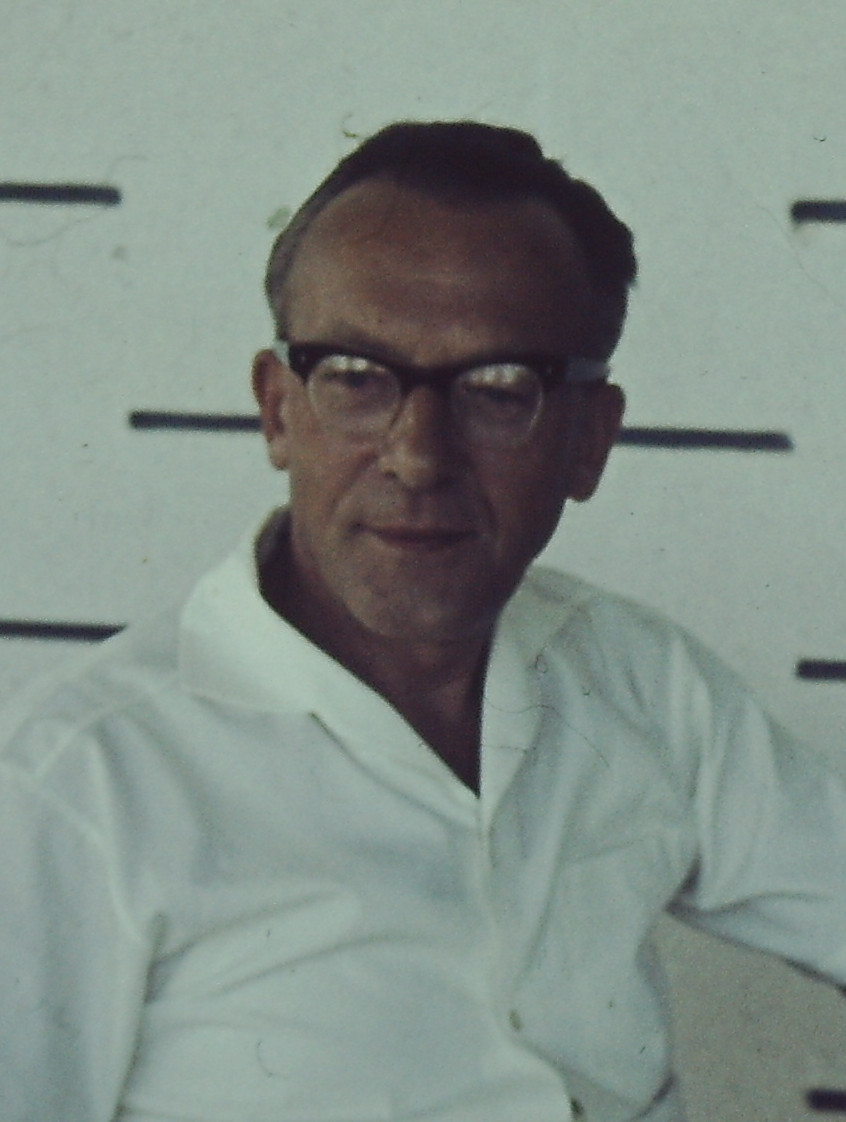

Max Kleineberg (* 24. November 1906 in Magdeburg; † 3. Dezember 1987) war ein deutscher Diplomat. Er war Gesandter der DDR in Kambodscha und Geschäftsträger an der Botschaft in Belgien.

## Leben
Kleineberg war vor seinem Eintritt in den diplomatischen Dienst der DDR bei der Staatlichen Plankommission als Hauptreferent in der Abteilung Handwerk und als Hauptabteilungsleiter Handwerk im Staatssekretariat für örtliche Wirtschaft tätig.
Ab 1962 war er im außenpolitischen Dienst der DDR tätig. Von September 1962 bis 1967 war er Leiter des Generalkonsulats bzw. 1967 bis April 1968 Außerordentlicher Gesandter und Bevollmächtigter Minister der DDR im Königreich Kambodscha. Im April 1968 wurde Kleineberg nach Berlin zurückberufen, wo er Direktor in der Kammer für Außenhandel wurde. Von 1970 bis 1972 war er Leiter der Vertretung der Kammer für Außenhandel in Belgien und wurde dann nach Herstellung diplomatischer Beziehungen im Dezember 1972 zum Geschäftsträger ad interim an der Botschaft in Brüssel ernannt.
Kleineberg war Mitglied der SED.

## Schriften (Auswahl)
- (Kollektivarbeit unter Mitwirkung von Max Kleineberg): Ratgeber für das deutsche Handwerk. Verlag Die Wirtschaft, Berlin 1954.
- Die Bedeutung und die Entwicklungsperspektive des Handwerks in unserer Republik. In: Einheit, 13 (1958), S. 693–702.

## Auszeichnungen
- Vaterländischer Verdienstorden in Silber (1966)
- Orden Stern der Völkerfreundschaft in Gold (1976)